# Юнёв, Александр Петрович
Алекса́ндр Петро́вич Юнёв (28 сентября 1924, с. Красавка, Саратовская губерния — 18 февраля 1952) — участник Великой Отечественной войны, командир пулемётного расчёта 2-го гвардейского воздушно-десантного полка 3-й гвардейской воздушно-десантной дивизии 27-й армии 3-го Украинского фронта, Герой Советского Союза.

## Биография
Окончив 9 классов, работал трактористом.
В боях Великой Отечественной войны с августа 1942 года; воевал под Сталинградом и на Курской дуге. В 1944 году вступил в ВКП(б). Освобождал Украину, Молдавию, Румынию, Венгрию. Был ранен пять раз: 12.12.1942.
Будучи командиром миномётного расчёта 759-го стрелкового полка 163-й стрелковой дивизии, в боях за город Плоешти 1 сентября 1944 года уничтожил 2 пулемётные точки противника; в боях за город Турда 14-15 сентября уничтожил 3 пулемётные точки и 17 солдат противника. 24 сентября 1944 был награждён орденом Красной Звезды.
Командиром пулемётного расчёта 2-го гвардейского воздушно-десантного полка 3-й гвардейской воздушно-десантной дивизии отличился в боях у озера Балатон, уничтожив 7-13 марта несколько десятков солдат противника. За отвагу и мужество, проявленные при отражении контрнаступления противника, указом Президиума Верховного Совета СССР от 29 июня 1945 года гвардии красноармейцу А. П. Юнёву присвоено звание Героя Советского Союза.
По окончании войны продолжал служить в армии, окончил Ташкентское танковое училище, в звании старшего лейтенанта служил в Центральной группе войск.
Похоронен в Вене на Советском кладбище на Центральном кладбище (Simmeringer Straße, 234; 11-й район).

## Награды
- Медаль «Золотая Звезда» Героя Советского Союза (№ 3703, 29.6.1945);
- орден Ленина (29.6.1945);
- орден Красной Звезды (24.9.1944)[3];
- медали.

## Память
- Именем Героя названы улицы в селе Красавка (родина Героя) и в посёлке городского типа Мокроус Саратовской области.